# Sahure
Sahure (có nghĩa là "Ngài là người gần gũi với Re") là một pharaon của Ai Cập cổ đại, ông còn là vị vua thứ hai của vương triều thứ năm và đã cai trị trong khoảng 12 năm vào giai đoạn đầu thế kỷ 25 trước Công nguyên. Sahure được coi là một trong những vị vua quan trọng nhất của thời kỳ Cổ vương quốc Ai Cập, triều đại của ông được đánh giá là giai đoạn đỉnh cao về cả chính trị và văn hoá của vương triều thứ 5. Ông có lẽ là con trai của vị tiên vương Userkaf với nữ hoàng Neferhetepes II, và về phần mình, ông lại được kế vị bởi người con trai là vua Neferirkare Kakai.
Trong thời kỳ trị vì của Sahure, Ai Cập đã thiết lập các mối quan hệ thương mại quan trọng với khu vực bờ biển Cận đông. Sahure đã cho tiến hành một số cuộc viễn chinh bằng đường biển tới khu vực Liban ngày nay để tìm kiếm loại gỗ tuyết tùng, nô lệ và những đồ xa xỉ. Ông cũng ra lệnh tiến hành một cuộc thám hiểm được chứng thực sớm nhất đến vùng đất Punt, mà đã giúp mang về một lượng lớn nhựa thơm, malachit và electrum. Sahure còn kỷ niệm sự thành công của chuyến đi này trên một bức phù điêu trong ngôi đền tang lễ của ông với cảnh ông đang chăm sóc một cây nhựa thơm trong khu vườn cung điện của ông với tên gọi "Sự huy hoàng của Sahure vút bay tới bầu trời". Bức phù điêu này là tác phẩm duy nhất của nghệ thuật Ai Cập miêu tả một khu vườn của nhà vua. Sahure còn tiến hành thêm các cuộc thám hiểm khác đến những mỏ quặng ngọc lam và đồng ở Sinai. Ông cũng có thể đã ra lệnh tiến hành các chiến dịch quân sự chống lại những vị tù trưởng Libya ở sa mạc phía Tây, và giành được nhiều gia súc đem về Ai Cập.
Sahure đã xây dựng một kim tự tháp dành cho bản thân ông ở Abusir, thay vì tại khu nghĩa trang hoàng gia ở Saqqara và Giza, vốn là nơi được các vị tiên vương chọn làm địa điểm xây dựng các kim tự tháp của họ. Quyết định này của ông có thể được thúc đẩy bởi sự hiện diện của ngôi đền mặt trời mà Userkaf cho xây dựng ở Abusir, đây là ngôi đền mặt trời đầu tiên của vương triều thứ 5. Kim tự tháp của Sahure nhỏ hơn rất nhiều so với các kim tự tháp của vương triều thứ 4 trước đó nhưng ngôi đền tang lễ của ông lại được trang trí tinh xảo hơn. Con đường đắp và ngôi đền tang lễ nằm trong khu phức hợp kim tự tháp của ông đã từng được trang trí bằng những bức phù điêu cầu kỳ với diện tích hơn 10.000 m2, và điều này khiến cho chúng trở nên nổi tiếng vào thời cổ đại. Ngoài ra, Sahure còn cho xây dựng một ngôi đền mặt trời với tên gọi là "Cánh đồng của thần Ra", và mặc dù vị trí của nó chưa được xác định, nhưng có lẽ nó cũng nằm tại Abusir.

## Gia đình

### Dòng dõi
Các cuộc khai quật diễn ra tại kim tự tháp của Sahure ở Abusir dưới sự chỉ đạo của Miroslav Verner và Tarek El-Awady vào đầu những năm 2000 đã giúp xây dựng nên một bức tranh toàn cảnh về gia đình hoàng gia vào giai đoạn đầu vương triều 5. Đặc biệt, nhờ vào những bức phù điêu từ con đường đắp nối giữa ngôi đền thung lũng với ngôi đền tang lễ nằm trong khu phức hợp kim tự tháp giúp chúng ta biết được rằng mẹ của Sahure chính là nữ hoàng Neferhetepes II. Bà còn là vợ của pharaoh Userkaf, thông qua việc kim tự tháp của bà nằm ngay liền kề với của Userkaf, và điều này khiến cho Userkaf rất có thể chính là cha của Sahure. Hơn nữa, thông qua việc phát hiện ra đồ hình của Sahure trong ngôi đền tang lễ của Userkaf ở Saqqara, mà vốn chỉ ra rằng Sahure đã hoàn thành cấu trúc bắt đầu bởi người cha mình, càng giúp khẳng định hơn về điều này.
Điều này còn mâu thuẫn với giả thuyết trước kia, mà theo đó Sahure là con của hoàng hậu Khentkawes I, bà được cho là vợ của vị pharaon cuối cùng của vương triều thứ 4 là Shepseskaf. Nhờ vào những phát hiện của Verner và El-Awady ở Abusir, giả thuyết trên bây giờ được coi là đã lỗi thời.

### Hậu duệ

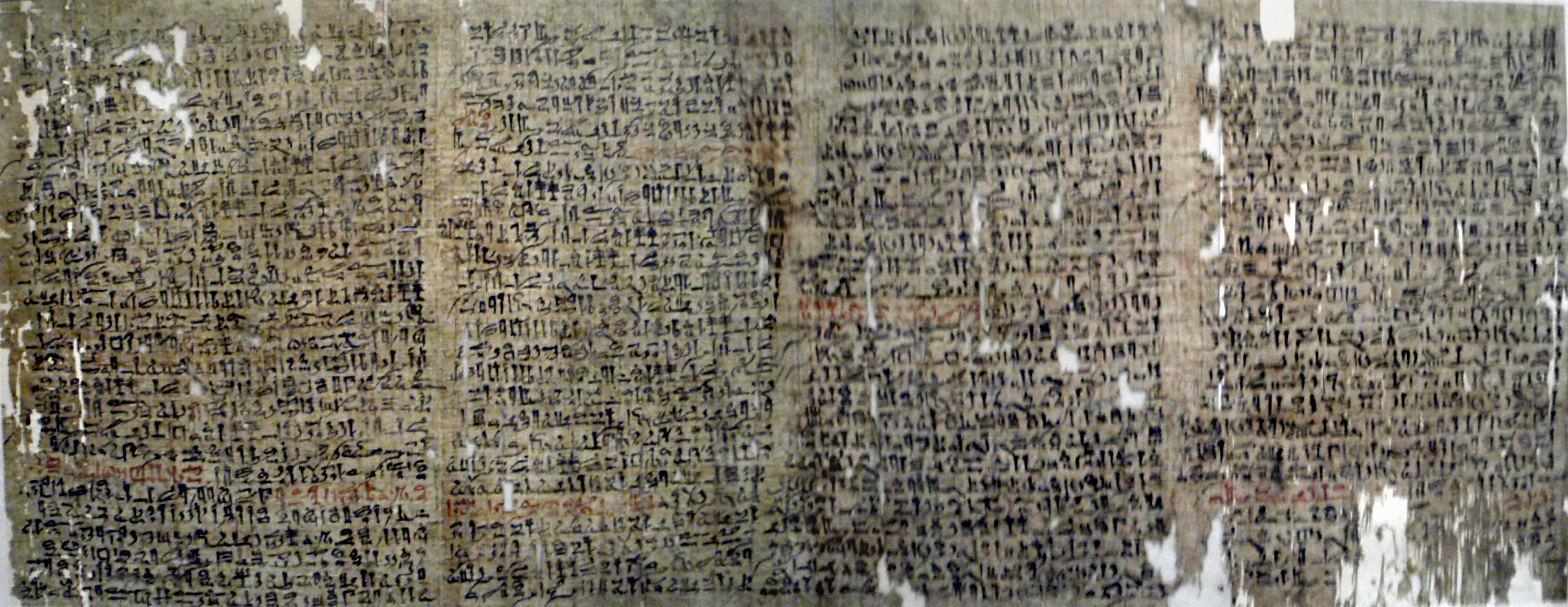
Cuộn giấy cói Westcar, có niên đại thuộc về Vương triều thứ 17, nhưng ban đầu có thể được viết dưới Vương triều thứ 12, kể lại câu chuyện thần thoại về nguồn gốc của vương triều thứ 5.

Chúng ta biết được rằng Neferirkare Kakai là người đã kế vị Sahure, và cho đến tận năm 2005, người ta vẫn tin rằng ông ta là em trai của Sahure. Tuy nhiên vào năm này, hai nhà Ai Cập học Miroslav Verner và Tarek El-Awady đã phát hiện ra một bức phù điêu mà ban đầu được dùng để trang trí con đường đắp của kim tự tháp Sahure, nó khắc họa cảnh tượng vua Sahure đang ngồi phía trước hai người con trai của ông, Ranefer và Netjerirenre.Bên cạnh tên của Ranefer là dòng chữ "Neferirkare Kakai, vua của Thượng và Hạ Ai Cập", điều này cho thấy rằng Ranefer là con trai của Sahure và ông ta đã lên ngôi với tên gọi là "Neferirkare Kakai" sau khi vua cha qua đời.Bời vì tên của cả Ranefer và Netjerirenre đều đi kèm với tước hiệu "Người con trai cả của đức vua", cho nên Verner và El-Awady phỏng đoán rằng họ có thể là anh em sinh đôi và sau này Netjerirenre đã chiếm đoạt ngôi báu trong một thời gian ngắn với tên gọi là "Shepseskare". Bức phù điêu này còn khắc họa hình ảnh hoàng hậu Meretnebty,vì vậy bà có thể là vợ của Sahure và cũng là mẹ của Ranefer (Neferirkare Kakai) cùng Netjerirenre. Ba người con trai khác của ông là Horemsaf, Khakare và Nebankhre cũng xuất hiện trên những bức phù điêu trong ngôi đền tang lễ của Sahure, nhưng danh tính người mẹ của họ vẫn chưa được biết đến.

## Triều đại

### Niên đại
Nhờ vào các ghi chép lịch sử và những hiện vật đương thời, các nhà nghiên cứu đã có thể xác định một cách rõ ràng niên đại tương đối của triều đại Sahure: ông đã kế vị vua Userkaf và sau đó được kế vị bởi Neferirkare Kakai. Cuộn giấy cói Turin, một bản danh sách vua được viết trong giai đoạn đầu thời kỳ vương triều thứ 19 (1292-1189 TCN), ghi lại rằng ông đã trị vì trong 12 năm 5 tháng và 12 ngày. Ngược lại, trên tấm bia đá Palermo vẫn còn lưu giữ các năm thứ 2, 3, 5 và 6 dưới triều đại của ông cũng như năm trị vì cuối cùng của ông và thậm chí nó còn ghi lại thời điểm ông qua đời là vào ngày 28 của Shemu II (tháng thứ 9).Không những thế, tấm bia đá này còn ghi lại lần kiểm kê gia súc thứ sáu hoặc thứ bảy, điều này có thể cho thấy triều đại của ông đã kéo dài ít nhất 12 năm nếu như quá trình kiểm kê gia súc dưới thời Cổ vương quốc được tiến hành hai năm một lần (nghĩa là cứ mỗi 2 năm) theo như tấm bia đá này ghi lại trong giai đoạn đầu vương triều thứ 5. Nếu như giả thuyết này là chính xác cùng với niên đại được chứng thực lâu nhất của Sahure là năm sau lần kiểm kê gia súc thứ 6 thay vì là lần kiểm kê gia súc thứ 7 của ông theo như Wilkinson tin, thì điều này có nghĩa rằng Sahure đã qua đời vào năm trị vì thứ 13 của mình và triều đại của ông sẽ kéo dài trong 13 năm 5 tháng và 12 ngày. Con số này chỉ nhiều hơn một năm so với con số 12 năm theo như cuộn giấy cói Turin ghi lại. Nó cũng sẽ gần giống với con số 13 năm được ghi lại trong tác phẩm Aegyptiaca của Manetho, một tác phẩm ghi chép lại lịch sử của Ai Cập cổ đại được viết vào thế kỷ thứ 3 trước công nguyên.
Sahure còn xuất hiện trong hai văn kiện lịch sử khác: trên mục thứ ba của bản danh sách vua Karnak, có niên đại dưới thời trị vì của Thutmose III (1479-1425 TCN) và trên mục thứ 26 của tấm bảng Saqqara có niên đại vào thời Ramses II (1279-1213 TCN).Cả hai bản danh sách này đều không ghi lại thời gian trị vì của ông. Do đó niên đại chính xác dành cho triều đại của Sahure hiện vẫn đang còn chưa được xác định một cách chắc chắn nhưng hầu hết các học giả ngày nay cho rằng là vào giai đoạn nửa đầu thế kỷ 25 trước Công nguyên.

### Đối ngoại

#### Thương mại và triều cống

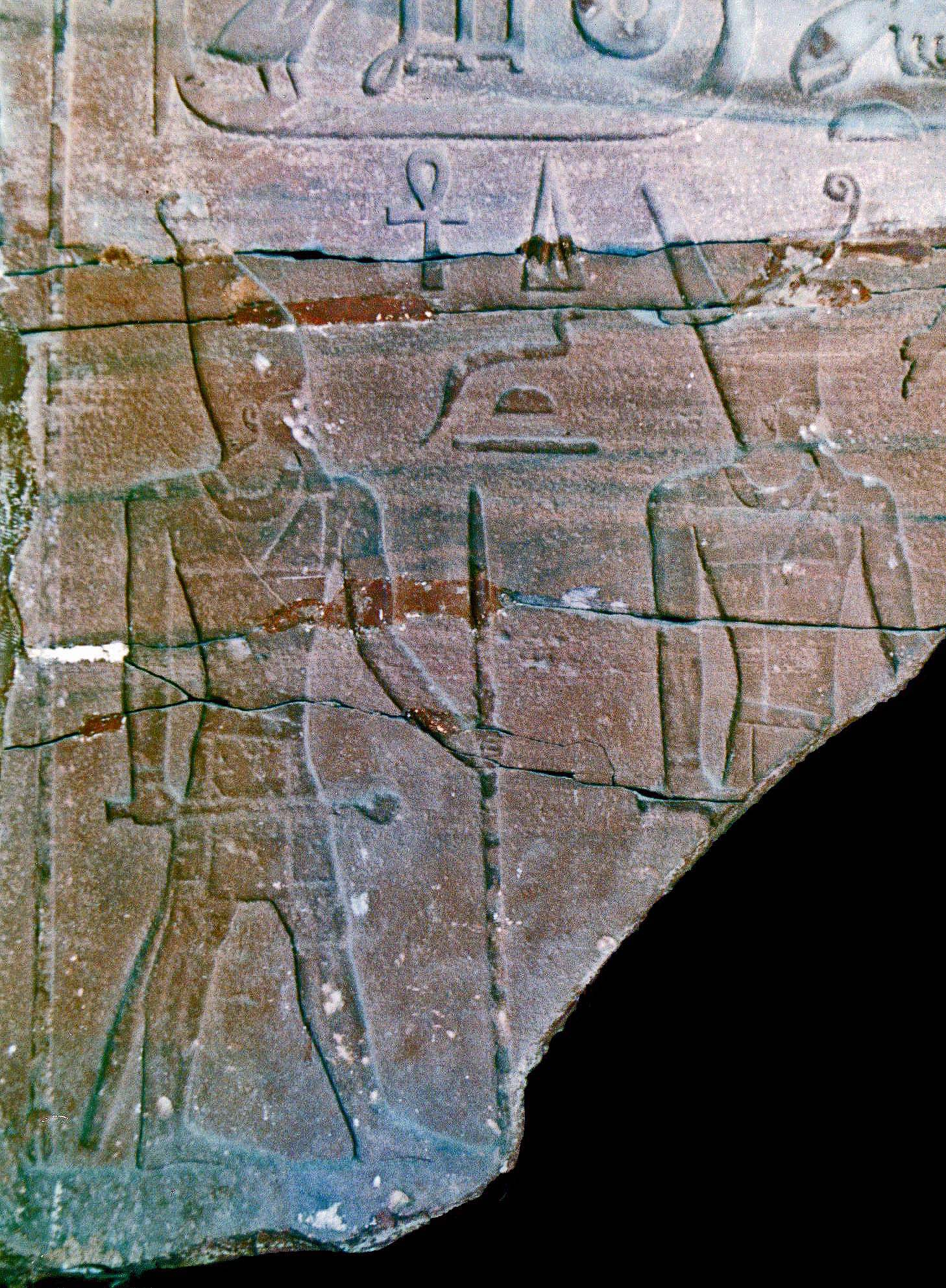
Phù điêu của Sahure từ Wadi Maghareh.

Dựa vào những ghi chép lịch sử cùng những hiện vật còn tồn tại đến ngày nay, chúng ta biết được rằng dưới triều đại của Sahure đã diễn ra rất nhiều những cuộc tiếp xúc giữa Ai Cập với các vùng đất ngoại bang. Hơn nữa, những mối quan hệ này dường như chủ yếu mang tính chất kinh tế hơn là về mặt quân sự. Những bức phù điêu từ khu phức hợp kim tự tháp cho thấy rằng ông đã có một hạm đội với các con thuyền dài tới 100 cubit (khoảng 50 m, 160 ft), một vài chiếc trong số chúng đang chất đầy những cây gỗ tuyết tùng quí giá được đem về từ Lebanon. Một số chiếc thuyền khác lại được miêu tả là đang chở đầy những người "Châu Á",  cả người lớn và trẻ em, họ có thể là nô lệ. Ngoài ra còn một bức phù điêu khác khắc họa hình ảnh của một vài con gấu nâu Syria, có lẽ chúng cũng được mang về từ khu vực ven biển Cận đông thông qua một cuộc thám hiểm bằng đường biển. Những con con gấu này được miêu tả đồng thời cùng với 12 chiếc bình một quai có màu đỏ từ Syria và do đó có khả năng chúng là một dạng cống phẩm.
Các mối quan hệ thương mại với Byblos chắc chắn đã diễn ra trong suốt triều đại của Sahure và thông qua các cuộc khai quật ngôi đền Baalat-Gebal, các nhà khảo cổ học đã tìm thấy một chiếc bát bằng đá thạch cao tuyết hoa có khắc tên của Sahure. Ngoài ra còn có thêm một bằng chứng khác giúp củng cố quan điểm về mối quan hệ thương mại rộng khắp với khu vực Levant đã diễn ra trong suốt thời kỳ tồn tại của vương triều thứ 5, đó là một số lượng lớn những chiếc bình đá được chạm khắc cùng với đồ hình của các vị pharaon thuộc vương triều này đã được phát hiện tại Liban.
Trong năm trị vì cuối cùng của mình, Sahure đã ra lệnh tiến hành một chuyến thám hiểm đến vùng đất Punt huyền thoại và nó đã được ghi chép lại. Chuyến thám hiểm này đã đem về một lượng lớn nhựa thơm, cùng với malachite và electrum. Nhờ vào điều này, Sahure thường được coi là người đã thiết lập nên lực lượng hải quân Ai Cập. Tuy vậy, ngày nay chúng ta biết rằng các vị vua Ai Cập trước đó cũng đã có một lực lượng hải quân lớn, cụ thể như là dưới triều đại của vua Khufu, cảng Wadi al-Jarf nằm trên bờ Biển Đỏ đã được sử dụng, nó còn được biết đến như là hải cảng cổ xưa nhất. Tuy nhiên, những bức phù điêu thuộc khu phức hợp kim tự tháp của Sahure vẫn được xem như là "những miêu tả rõ ràng và sớm nhất về những chiếc thuyền đi biển ở Ai Cập" (Shelley Wachsmann).
Ngoài ra cũng trong năm trị vì cuối cùng của mình, Sahure còn ra lệnh tiến hành một cuộc viễn chinh khác, lần này là tới các mỏ đồng và ngọc lam ở Wadi Magharehvà Wadi Kharit tại Sinai, vốn được tiến hành sớm nhất là từ giai đoạn đầu vương triều thứ 3.Cuộc viễn chinh này đã đem về cho Ai Cập hơn 6000 đơn vị đồng và còn để lại hai bức phù điêu ở Sinai, một trong số chúng khắc họa cảnh vua Sahure đang tiến hành trừng phạt những người châu Á giống như truyền thống trước đóvà khoe khoang rằng "Vị thần vĩ đại trừng phạt những người châu Á của tất cả các vương quốc".

#### Hoạt động quân sự
Những hoạt động quân sự diễn ra dưới triều đại của Sahure được biết đến chủ yếu là từ các bức phù điêu thuộc khu phức hợp tang lễ của ông. Nó dường như chỉ bao gồm các chiến dịch chống lại người Libya ở sa mạc phía Tây. Các chiến dịch này đã mang về cho Ai Cập nhiều loại gia súc khác nhau và trên những bức phù điêu này, vua Sahure được miêu tả là đang tiến hành trừng phạt các tù trưởng địa phương. Tấm bia đá Palermo cũng giúp chứng thực thêm về một số sự kiện này, ngoài ra nó còn đề cập đến các cuộc viễn chinh đến Sinai và đến vùng đất Punt kỳ lạ. Không những vậy, cảnh tượng tương tự về cuộc chiến chống lại người Libya đã được sử dụng lại hai trăm năm sau trong ngôi đền tang lễ của Pepi II (2284-2184 TCN) và tại ngôi đền của Taharqa ở Kawa, được xây dựng khoảng 1800 năm sau khi Sahure qua đời. Đặc biệt là tên của các thủ lĩnh địa phương đã được trích dẫn lại y hệt. Do đó, có khả năng là Sahure cũng đã sao chép một sự kiện tương tự đã diễn ra trước đó.

### Đối nội

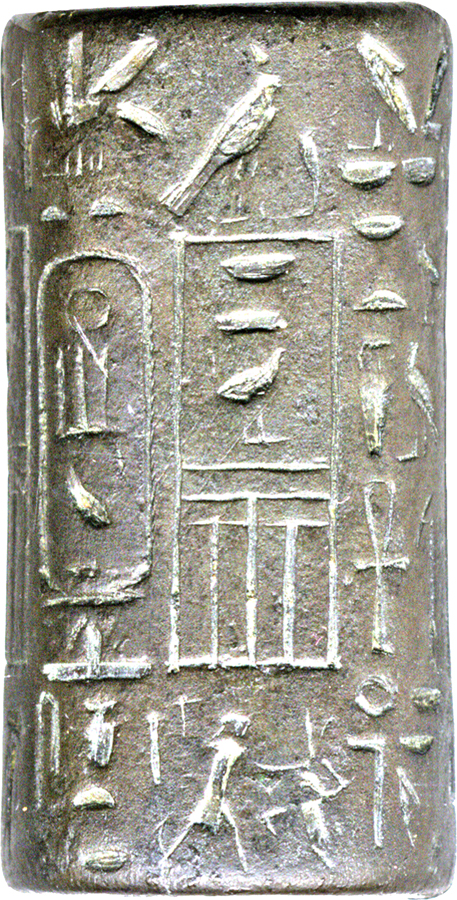
Con dấu hình trụ bằng bạc của vua Sahure, Bảo tàng nghệ thuật Walters.

Phần lớn các sự kiện diễn ra dưới triều đại Sahure ở Ai Cập và được ghi chép lại trên tấm bia đá Palermo là mang tính chất tôn giáo. Trong năm trị vì thứ năm của ông, tấm bia đá này đề cập đến việc đóng một chiếc thuyền mui thiêng liêng, có thể ở Heliopolis, số lượng chính xác bánh mì và bia được dùng để dâng lên hàng ngày cho thần Ra, Hathor, Nekhbet và Wadjet được nhà vua ấn định và những món quà của các địa phương dành cho những đền thờ khác nhau.
Bằng chứng khảo cổ học cho thấy rằng các hoạt động xây dựng của Sahure tập trung ở Abusir, tại đây ông đã cho xây dựng kim tự tháp của mình và có thể ở khu vực lân cận gần đó còn có ngôi đền trời của ông. Ngôi đền này là ngôi đền mặt trời thứ hai của vương triều thứ 5, nhưng vị trí của nó vẫn chưa được xác định rõ, chúng ta biết được sự tồn tại của nó là nhờ vào một dòng chữ khắc trên tấm bia đá Palermo với tên gọi là "Sekhet Re", có nghĩa là "Cánh đồng của Ra".Một vài khối đá vôi chạm khăcq những bức phù điêu mà trước kia đã từng được dùng để trang trí cho ngôi đền này đã được tìm thấy trong các bức tường thuộc khu phức hợp tang lễ của Nyuserre Ini, vị vua kế tục thứ tư của Sahure. Điều này cho thấy rằng những khối đá kia có thể là phần dư thừa còn lại từ việc xây dựng ngôi đền hoặc là Nyuserre đã sử dụng ngôi đền của Sahure như là nơi khai thác đá cho công trình của ông ta bởi vì nó chưa được hoàn thành.
Sahure còn cho xây dựng một cung điện với tên gọi là "Uetjes Neferu Sahure", "Sự huy hoàng của Sahure vút bay tới bầu trời", các nhà khảo cổ học biết đến nó nhờ vào một dòng chữ khắc trên những chiếc bình đựng mỡ, được phát hiện vào tháng 2 năm 2011 tại ngôi đền tang lễ của Neferefre. Cung điện này có thể nằm bên bờ hồ Abusir.Ngoài ra, mảnh vỡ của một bức tượng với tên của nhà vua đã được phát hiện vào năm 2015 ở Elkab.
Ở miền Nam của Ai Cập, một tấm bia đá có khắc tên của Sahure đã được phát hiện trong những mỏ đá diorite nằm ở sa mạc phía tây bắc của Abu Simbel thuộc Hạ Nubia.Thậm chí xa hơn về phía nam, đồ hình của Sahure cũng đã được tìm thấy trong một bức tranh tường ở Tumas và trên những vết dấu triện ở Buhen tại khu vực thác nước thứ hai của sông Nile.

## Phức hợp Kim tự tháp

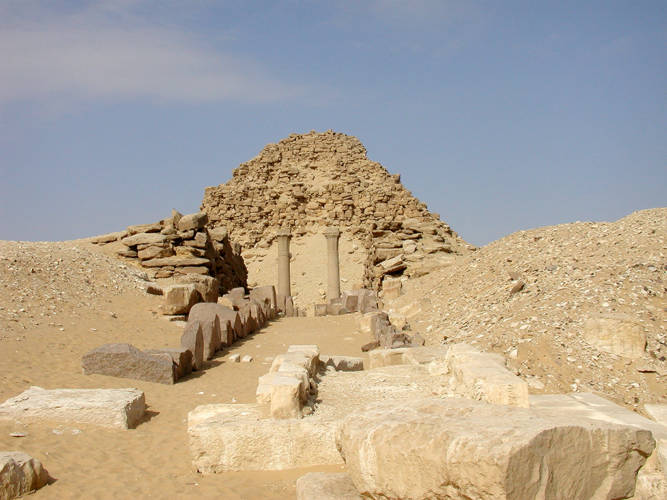
Kim tự tháp đổ nát của Sahure

Kim tự tháp chính thuộc khu phức hợp tang lễ của Sahure là minh chứng điển hình cho thấy sự đi xuống trong việc xây dựng các kim tự tháp, cả về kích thước và chất lượng. Tuy vậy, ngôi đền tang lễ của nó được xem như là một trong những công trình công phu nhất được xây dựng vào thời điểm đó. Với nhiều đổi mới về mặt kiến trúc, chẳng hạn như việc sử dụng các cây cột trụ hình cây cọ, bố trí tổng thể của khu phức hợp này sẽ là khuôn mẫu cho tất cả các khu phức hợp tang lễ khác được xây dựng bắt đầu từ triều đại của Sahure cho đến đến cuối thời kỳ Cổ vương quốc Ai Cập, khoảng 300 năm sau.

### Vị trí
Sahure đã quyết định xây dựng khu phức hợp kim tự tháp của ông ở Abusir, bỏ qua cả Saqqara và Giza, vốn là nơi dành để an táng các thành viên của hoàng gia vào thời điểm đó. Lý do có thể dẫn đến quyết định này của Sahure đó là vì sự hiện diện của ngôi đền mặt trời được vua Userkaf cho xây dựng tại đây.

### Ngôi đền tang lễ
Ngôi đền tang lễ của Sahure được trang hoàng bằng những bức phù điêu tinh xảo với diện tích lên tới 10.000 m2 (110.000 foot vuông). Nhiều mảnh vỡ còn sót lại từ những bức phù điêu dùng để trang hoàng các bức tường của ngôi đền có chất lượng rất cao và tinh xảo hơn nhiều so với những ngôi đền tang lễ trước đó. Một số bức phù điêu của ngôi đền và con đường đắp thuộc vào hàng độc nhất vô nhị trong nghệ thuật Ai Cập. Chúng bao gồm một bức phù điêu miêu tả cảnh Sahure đang chăm sóc một cây một dược trong cung điện của mình và ngay trước mặt gia đình của ông,một bức phù điêu miêu tả những con gấu nâu trong khi một bức phù điêu khác lại miêu tả cảnh tượng vận chuyển khối mũ đá hình chóp lên đỉnh của kim tự tháp chính và các nghi lễ diễn ra sau khi khu phức hợp được xây dựng xong. Nhiều bức phù điêu của ngôi đền tang lễ và ngôi đền thung lũng miêu tả những người ngoại quốc trên một hạm đội Ai Cập trở về từ châu Á, có thể là từ Byblos. Một số bức phù điêu thừa lại với chất lượng kém hơn hiện vẫn còn nằm lại tại nơi này, chúng ban đầu được tạc từ đá granit đỏ.
Ngôi đền này còn là ngôi đền Ai Cập đầu tiên sử dụng kiểu cột trụ hình cây cọ,những vòm cửa bằng đá granit khổng lồ chạm khắc vương hiệu của Sahure được phủ bằng đồng, nền của nó là đá bazan màu đen.

### Kim tự tháp
Kim tự tháp của Sahure chỉ cao 47 m (154 ft) vào thời điểm nó được xây dựng, nó nhỏ hơn rất nhiều so với các kim tự tháp của vương triều thứ 4 trước đó. Phần lõi bên trong của nó được tạo nên từ những viên đá được đục đẽo một cách thô ráp, sắp xếp thành các tầng và chúng được gắn kết với nhau bằng một lớp vữa bùn dày. Kỹ thuật xây dựng này ít tốn kém hơn và nhanh hơn nhiều so với cách thức của vương triều thứ 4, tuy nhiên nó lại khiến cho công trình trở nên kém bền vững hơn nhiều theo thời gian. Do đó, kim tự tháp của Sahure ngày nay đã gần như hoàn toàn đổ nát và chẳng khác nào một đống gạch vụn, lớp vỏ đá vôi bên ngoài của nó thậm chí đã bị cướp đi từ thời cổ đại.
Trong khi quá trình xây dựng phần lõi của kim tự tháp, một hành lang bỏ không nối với căn phòng chôn cất, đã được xây dựng một cách riêng biệt và sau đó được lấp đầy bởi những khối đá và mảnh vụn còn sót lại. Phương thức xây dựng này đã có thể được nhận thấy một cách rõ ràng ở các Kim tự tháp chưa được hoàn thiện sau này, đặc biệt là ở Kim tự tháp của Neferefre. Kỹ thuật này dường như là phỏng theo phong cách trước đó của vương triều thứ 3 vốn tạm thời bị bỏ qua dưới triều đại của các vị vua thuộc vương triều thứ 4, những người đã cho xây dựng năm kim tự tháp lớn ở Dahshur và Giza.
Lối vào phía bắc của kim tự tháp này là một hành lang ngắn đi xuống, tiếp theo đó là một đoạn hành lang nối giữa lối vào với căn phòng chôn cất, phần mái đỡ của nó được tạo nên từ những thanh rầm lớn bằng đá vôi. Ngày nay những thanh rầm này đã bị hư hỏng và làm suy yếu cấu trúc của kim tự tháp. Các mảnh vỡ của cỗ quan tài đã được John Shae Perring tìm thấy trong phòng chôn cất vào giữa thế kỷ thứ 19. Khu phức hợp tang lễ nằm bao quanh kim tự tháp cũng còn bao gồm một kim tự tháp thứ hai được xây dựng cho Ka của nhà vua.

## Các quan lại triều đình
Ngày nay chúng ta biết được một số viên quan phụng sự dưới triều đại của Sahure nhờ vào những ngôi mộ của họ. Bao gồm:
- Niankhsekhmet: Trưởng quan thái y của Sahure, ông ta đã thỉnh cầu nhà vua xin được làm một cánh cửa giả cho ngôi mộ của mình, và điều này đã được nhà vua chấp thuận[59]. Sahure đã ra lệnh cho chế tác cánh cửa giả này từ loại đá vôi Tura có chất lượng tốt nhất, chạm trổ và cho sơn nó bằng màu xanh cùng với hình ảnh của ông.[7][60]Nhà vua đã chúc phúc cho viên thái y của mình một cuộc sống trường tồn và nói với ông ta rằng: "Bởi vì mũi của ta khỏe lại, và vì các vị thần yêu quý ta, mong rằng ngươi có thể tới được kiếp sau khi đã thật già và như là một con người đáng kính trọng"[59][61].
- Pehenewkai: vị tư thế của giáo phái thờ cúng Userkaf dưới triều đại của Sahure và Neferirkare Kakai, và cũng là tể tướng của vị vua này[62].
- Persen: còn được gọi là Perisen, ông ta là một tư tế tang lễ trong giáo phái thờ cúng thân mẫu của vua Sahure, Nepherhetepes. Ngôi mộ mastaba của ông ta nằm gần kim tự tháp của Nepherhetepes ở Saqqara[20][63][64].
- Ptahshepses: có thể được sinh ra dưới triều đại của Menkaure, Ptahshepses là đại tư tế của thần Ptah và thợ làm móng của hoàng gia, ông ta được phong làm tể tướng dưới triều đại của vua Nyuserre Ini[65]
- Sekhemkare: hoàng thân, con trai của Khafre và là tể tướng dưới triều đại của Userkaf và Sahure [4]
- Washptah: tư tế của Sahure dưới triều đại của ông, sau này là tể tướng của Neferirkare Kakai. Ông ta được chôn cất trong một mastaba ở Saqqara[66].
- Werbauba: tể tướng dưới triều đại của Sahure, được chứng thực trong ngôi đền tang lễ[67][68].Không giống như Sekhemkare, Werbauba dường như không có gốc gác hoàng tộc. Điều này chỉ ra rằng Sahure đã tiếp tục chính sách trước đó của Userkaf đó là bổ nhiệm những người không xuất thân từ hoàng tộc vào những chức vụ quan trọng[67][69].

## Di sản

### Thời Cổ vương quốc
Di sản mà Sahure để lại cho các triều đại sau đó chính là giáo phái thờ cúng của chính bản thân ông, nó vẫn tiếp tục tồn tại đến cuối thời kỳ Cổ vương quốc, khoảng 300 năm sau khi ông qua đời. Đã có tổng cộng 22 điền trang được thành lập để sản xuất những của cải cần thiết dành cho giáo phái này. Một số tư tế phụng sự giáo phái này hoặc ngôi đền thờ mặt trời của Sahure dưới vương triều thứ 5 và thứ 6 sau đó đã được các nhà nghiên cứu biết đến nhờ vào những dòng chữ khắc và đồ tạo tác được tìm thấy trong các ngôi mộ của họ ở Saqqara và Abusir:
- Atjema: tư tế tại ngôi đền mặt trời của Sahure dưới vương triều thứ 6.[71]
- Khuyemsnewy: tư tế phụng sự giáo phái thờ cúng Sahure dưới thời trị vì của Neferirkare Kakai và Nyuserre Ini. Ông ta cũng là tư tế của thần Ra và Hathor trong ngôi đền mặt trời của Neferirkare, tư tế của Neferirkare, tư tế trong phức hợp kim tự tháp của Nyuserre Ini và Neferirkare Kakai, ngoài ra còn là Quan giám sát hai kho thóc [72].
- Nikare: tư tế của giáo phái thờ cúng Sahure và Quan giám sát các ký lục của kho thóc dưới vương triều thứ 5.[73]
- Senewankh: tư tế của giáo phái thờ cúng Userkaf và Sahure, ông ta được chôn cất trong một mastaba ở Saqqara[74].
- Sedaug: tư tế của giáo phái thờ cúng Sahure, tư tế của thần Ra trong ngôi đền mặt trời của Userkaf, được chôn ở Giza.[75]
- Tepemankh: tư tế của giáo phái thờ cúng các vị vua thuộc vương triều thứ 4 và đầu vương triều thứ 5 bao gồm cả Userkaf và Sahure, ông ta được chôn cất trong một mastaba ở Abusir[76][77][78]

Một di sản khác của Sahure đó là khu phức hợp kim tự tháp của ông: cách bố trí của nó đã trở thành khuôn mẫu cho các khu phức hợp kim tự tháp sau này của thời kỳ Cổ vương quốc và một số yếu tố kiến trúc của nó, ví dụ như các cột trụ hình cây cọ đã trở thành hình mẫu tiêu chuẩn của kiến trúc Ai Cập

### Thời Trung Vương quốc

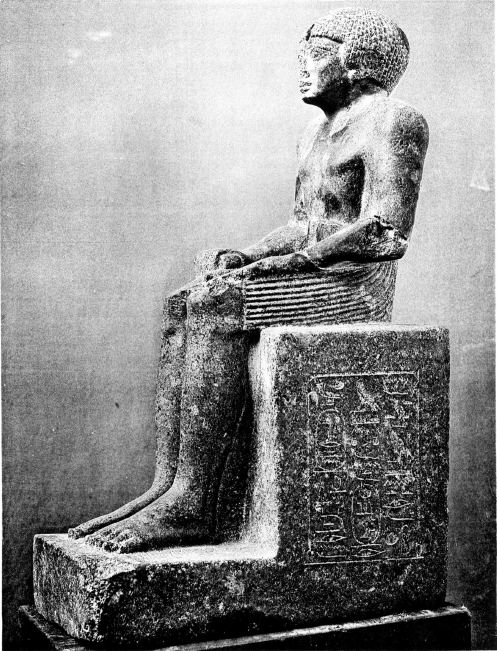
Bức tượng của Sahure ngồi trên ngai vàng được tạc theo chiếu chỉ của Senusret I.

Vào giai đoạn đầu thời kỳ Trung Vương quốc, khoảng đầu vương triều thứ 12 (1991-1802 TCN), pharaon Senusret I (1971-1926 TCN) đã ra lệnh cho tạc một bức tượng của vua Sahure. Bức tượng này được đặt tại ngôi đền Karnak và nó có thể thuộc về một nhóm các bức chân dung của các vị vua đã khuất.
Bức tượng của Sahure, ngày nay nằm tại Bảo tàng Ai Cập ở Cairo (mã số CG 42004), được tạc từ đá granit đen và có chiều cao là 50 cm (20 in). Sahure được khắc họa là đang ngồi trên ngai vàng, ông mặc một chiếc váy xếp và đội một bộ tóc giả xoăn tròn. Cả hai bên của chiếc ngai vàng đều khắc dòng chữ ghi lại rằng tác phẩm này là một bức chân dung của Sahure và nó được tạo ra theo chiếu chỉ của vua Senusret I.
Một dấu hiệu khác cho thấy Sahure đã không bị lãng quên theo thời gian vào thời kỳ Trung vương quốc đó là cuộn giấy cói Westcar, nó được viết dưới thời kỳ vương triều thứ 12. Cuộn giấy cói này kể lại câu chuyện huyền thoại về nguồn gốc của vương triều thứ 5, nó ghi lại rằng các vị vua Userkaf, Sahure và Neferirkare Kakai là ba anh em ruột, họ là con của thần Ra với một người phụ nữ tên là Rededjet.

### Thời Tân vương quốc và sau này
Vì là một vị vua đã khuất, Sahure vẫn tiếp tục được thờ cúng dưới thời kỳ Tân Vương Quốc. Điều này được xác thực một cách rõ ràng nhất thông qua bản "danh sách vua Karnak", một bản danh sách các tổ tiên của hoàng gia được chạm khắc trên những bức tường của ngôi đền Karnak dưới triều đại của vua Thutmose III thuộc vương triều thứ 18. Không giống như các bản danh sách vua Ai Cập cổ đại khác, các vị vua trong bản danh sách này không được liệt kê theo thứ tự thời gian. Bởi vì nội dung chủ định của bản danh sách này đơn thuần là về mặt tôn giáo chứ không phải là mang ý nghĩa lịch sử: mục đích của nó là nhằm tôn vinh tên tuổi của các vị vua đã khuất trong ngôi đền Karnak.
Dưới thời kỳ vương triều thứ 19, hoàng tử Khaemwaset, con trai của vua Ramesses II, đã tiến hành trùng tu lại các kim tự tháp và những ngôi đền đã bị sụp đổ trên khắp Ai Cập. Những dòng chữ khắc trên lớp đá phủ bên ngoài bề mặt của kim tự tháp Sahure cho thấy rằng nó được khôi phục vào thời điểm này. Điều này có thể là do từ vương triều thứ 18 trở đi, ngôi đền tang lễ của Sahure đã đóng vai trò như là một thánh điện của nữ thần Sekhmet. Vào giai đoạn nửa sau của vương triều thứ 18 và dưới thời kỳ vương triều thứ 19, nhiều du khách đã tới thăm và để lại những dòng chữ khắc,bia đá và các bức tượng ở tại ngôi đền này. Các hoạt động trên dường như vẫn tiếp tục diễn ra ở nơi này trong suốt một thời gian dài, ví dụ như các bức tranh tường ở đây có niên đại thuộc về giai đoạn vương triều thứ 26 (664-525 TCN) cho đến giai đoạn Ptolemaios (332-30 TCN).

## Chú giải
1. ↑  Proposed dates for the reign of Sahure: 2506–2492 TCN,[4] 2496–2483 TCN,[5] 2491–2477 TCN,[6] 2487–2475 TCN,[7][8][9][10] 2471–2458 TCN,[11] 2458–2446 TCN,[1][12] 2428–2416 TCN,[13]
2. ↑  In this theory, Khentkawes possibly remarried Userkaf after the death of her first husband[23] and became the mother of Sahure and his successor on the throne Neferirkare Kakai.[7] This theory is based on the fact that Khentkawes is known to have borne the title of mwt nswt bity nswt bity, which could be translated as "mother of two kings". Additionally, a story from the Westcar Papyrus tells of a magician foretelling Khufu of the future demise of his lineage as three brothers will be born of the god Ra and a woman named Rededjet and reign successively as the first three kings of the 5th Dynasty.[24] Some egyptologists have therefore proposed that Khentkawes was the mother of Sahure and the historical figure on which Rededjet is based. Following the discoveries of Verner and El-Awady in Abusir this theory was abandoned and the real role of Khentkawes remains difficult to ascertain. This is in part because the translation of her title is problematic and because the details of the transition from the 4th to the 5th Dynasty are not yet clear. In particular, an ephemeral pharaoh Djedefptah may have ruled between Shepseskaf and Userkaf.[23]
3. ↑  The first pharaoh to have a throne name, called the prenomen, different from his birth name, called the nomen
4. ↑  Proposed dates for the reign of Sahure: 2506–2492 BC,[4] 2496–2483 BC,[5] 2491–2477 BC,[6] 2487–2475 BC,[7][8][9][10] 2471–2458 BC,[11] 2458–2446 BC,[1][12] 2428–2416 BC,[13]
5. ↑  In the context of Egyptology, the term "Asiatics" is used to refer to people from the Levant, including Canaan, modern day Liban and the southern coast of modern day Turkey.
6. ↑  The standard work on Sahure's pyramid complex is Borchardt's excavation report, available online in its entirety.[80]
7. ↑  Another statue from this group is that of Intef the Elder.[82]

## Tiểu sử
Allen, James; Allen, Susan; Anderson, Julie; Arnold, Arnold; Arnold, Dorothea; Cherpion, Nadine; David, Élisabeth; Grimal, Nicolas; Grzymski, Krzysztof; Hawass, Zahi; Hill, Marsha; Jánosi, Peter; Labée-Toutée, Sophie; Labrousse, Audran; Lauer, Jean-Phillippe; Leclant, Jean; Der Manuelian, Peter; Millet, N. B.; Oppenheim, Adela; Craig Patch, Diana; Pischikova, Elena; Rigault, Patricia; Roehrig, Catharine H.; Wildung, Dietrich; Ziegler, Christiane (1999). Egyptian Art in the Age of the Pyramids. New York: The Metropolitan Museum of Art. OCLC 41431623.
Baker, Darrell (2008). The Encyclopedia of the Pharaohs: Volume I - Predynastic to the Twentieth Dynasty 3300–1069 BC. Stacey International. ISBN 978-1-905299-37-9.
Baines, John (2011). "Ancient Egypt". Trong Feldherr, Andrew; Hardy, Grant (biên tập). The Oxford History of Historical Writing, Volume 1: Beginnings to AD 600. Oxford: Oxford University Press. ISBN 978-0-19-103678-1.
von Beckerath, Jürgen (1999). Handbuch der ägyptischen Königsnamen (bằng tiếng Đức). Münchner ägyptologische Studien, Heft 49, Mainz: Philip von Zabern. ISBN 978-3-8053-2591-2.
Borchardt, Ludwig (1910). Das Grabdenkmal des Königs S'aḥu-Re (Band 1): Der Bau: Blatt 1–15 (bằng tiếng Đức). Leipzig: Hinrichs. ISBN 978-3-535-00577-1.
Breasted, James Henry (1906). Ancient records of Egypt historical documents from earliest times to the Persian conquest, collected edited and translated with commentary, vol. I The First to the Seventeenth Dynasties. The University of Chicago Press. OCLC 491147601.
Brinkmann, Vinzenz, biên tập (2010). Sahure: Tod und Leben eines grossen Pharao (bằng tiếng Đức). Frankfurt am Main: Liebieghaus. ISBN 978-3-7774-2861-1.{{Chú thích sách}}:  Quản lý CS1: ref trùng mặc định (liên kết)
Clayton, Peter (1994). Chronicle of the Pharaohs. Thames & Hudson. ISBN 978-0-500-05074-3.
"Short list of attestations of Sahure". Digital Egypt for Universities. 2000. Truy cập ngày 13 tháng 2 năm 2015.
"List of Ancient Egyptian viziers". Digital Egypt for Universities. 2000. Truy cập ngày 13 tháng 2 năm 2015.
Dodson, Aidan; Hilton, Dyan (2004). The Complete Royal Families of Ancient Egypt. Thames & Hudson. ISBN 978-0-500-05128-3.
Dorman, Peter (2014). "The 5th dynasty (c. 2465–c. 2325 BC)". Encyclopædia Britannica.
Edwards, I. E. S. (1972). The Pyramids of Egypt. New York: Viking Press. ISBN 978-0-67-058361-4.
El Awady, Tarek (2006). "The royal family of Sahure. New evidence.". Trong Bárta, Miroslav; Krejčí, Jaromír (biên tập). Abusir and Saqqara in the Year 2005 (PDF). Prague: Academy of Sciences of the Czech Republic, Oriental Institute. ISBN 978-80-7308-116-4. Bản gốc (PDF) lưu trữ ngày 1 tháng 2 năm 2011. Truy cập ngày 22 tháng 6 năm 2017.
El Awady, Tarek (2006). "King Sahure with the Precious Trees from Punt in a Unique Scene!". Trong Bárta, Miroslav (biên tập). The Old Kingdom Art and Archaeology, Proceedings of the conference held in Prague, May 31 – ngày 4 tháng 6 năm 2004. Prague: Czech Institute of Egyptology, Faculty of Arts, Charles University in Prague: Publishing House of the Academy of Sciences of the Czech Republic. ISBN 978-8-02-001465-8.
Gardiner, Alan Henderson; Peet, Thomas Eric; Černý, Jaroslav (1955). The Inscriptions of Sinai, edited and completed by Jaroslav Cerný. London: Egypt Exploration Society. OCLC 559072028.
Ghaliounghui, Paul (1983). The Physicians of Pharaonic Egypt. Cairo: A.R.E.: Al-Ahram Center for Scientific Translations. ISBN 978-3-8053-0600-3.
Hawass, Zahi (2003). The Treasure of the Pyramids. White Star. ISBN 978-88-8095-233-6.
Hayes, William (1978). The Scepter of Egypt: A Background for the Study of the Egyptian Antiquities in The Metropolitan Museum of Art. Vol. 1, From the Earliest Times to the End of the Middle Kingdom. New York: Metropolitan Museum of Art. OCLC 7427345.
Hornung, Erik; Krauss, Rolf; Warburton, David, biên tập (2012). Ancient Egyptian Chronology. Handbook of Oriental Studies. Leiden, Boston: Brill. ISBN 978-90-04-11385-5. ISSN 0169-9423.
Junker, Hermann (1950). Giza. 9, Das Mittelfeld des Westfriedhofs (PDF). Akademie der Wissenschaften in Wien. Philosophisch-historische Klasse, 73.2 (bằng tiếng Đức). Wien: Rudolf M. Rohrer. OCLC 886197144.
Khaled, Mohamed Ismail (2013). "The Economic Aspects of the Old Kingdom Royal Funerary Domains". Etudes et Travaux. Quyển XXVI. tr. 366–372.
Kuiper, Kathleen (2010). Ancient Egypt: From Prehistory to the Islamic Conquest. Britannica Guide to Ancient Civilizations. Chicago: Britannica Educational Publishing. ISBN 978-1-61530-572-8.
Krecji, Jaromir (2003). "Appearance of the Abusir Pyramid Necropolis during the Old Kingdom". Trong Hawass, Zahi; Pinch Brock, Lyla (biên tập). Egyptology at the dawn of the Twenty-first Century: proceedings of the Eighth International Congress of Egyptologists, Cairo, 2000. Cairo, New York: American University in Cairo Press. ISBN 978-9-77-424674-6.
Labrousse, Audran; Lauer, Jean-Philippe (2000). Les Complexes Funéraires d'Ouserkaf et de Néferhétepès. Bibliothèque d'étude, Vol. 130 (bằng tiếng Pháp). Cairo: Institut français d'archéologie orientale. ISBN 978-2-7247-0261-3.
Lauer, Jean-Phillipe; Flandrin, Philippe (1992). Saqqarah, une vie: entretiens avec Philippe Flandrin. Petite bibliotheque Payot, 107 (bằng tiếng Pháp). Paris: Payot. ISBN 978-2-22-888557-7.
Legrain, Georges (1906). Statues et statuettes de rois et de particuliers (PDF). Catalogue Général des Antiquités Egyptiennes du Musée du Caire (bằng tiếng Pháp). Cairo: Imprimerie de l'Institut français d'archéologie orientale. OCLC 975589. Bản gốc (PDF) lưu trữ ngày 23 tháng 9 năm 2015. Truy cập ngày 22 tháng 6 năm 2017.
Leprohon, Ronald J. (2013). The great name: ancient Egyptian royal titulary. Writings from the ancient world, no. 33. Atlanta: Society of Biblical Literature. ISBN 978-1-58-983736-2.
Lehner, Mark (2008). The Complete Pyramids. London: Thames & Hudson Ltd. ISBN 978-0-500-05084-2.
Lichteim, Miriam (2000). Ancient Egyptian Literature: a Book of Readings. The Old and Middle Kingdoms, Vol. 1. Berkeley: University of California Press. ISBN 978-0-520-02899-9.
Malek, Jaromir (2000). "The Old Kingdom (c.2160-2055 BC)". Trong Shaw, Ian (biên tập). The Oxford History of Ancient Egypt. Oxford University Press. ISBN 978-0-19-815034-3.
Mazur, Suzan (ngày 4 tháng 10 năm 2005). "Dorak Diggers Weigh In On Anna & Royal Treasure". Scoop. Truy cập ngày 12 tháng 2 năm 2015.
"King Sahure and a Nome God". Online catalog of the Metropolitan Museum of Art. 2015. Truy cập ngày 10 tháng 2 năm 2015.
Mumford, G. D. (1999). "Wadi Maghara". Trong Bard, Kathryn A.; Blake Shubert, Steven (biên tập). Encyclopedia of the Archeology of Ancient Egypt. New York: Routledge. ISBN 978-0-203-98283-9.
"Limestone false door of Ptahshepses". Online catalog of the British Museum. Bản gốc lưu trữ ngày 18 tháng 10 năm 2015. Truy cập ngày 13 tháng 2 năm 2015.
"Seal impression bearing Sahure's cartouche from Buhen". Online catalog of the Petrie Museum. 2015. Truy cập ngày 12 tháng 2 năm 2015.
"Clay impression of a seal of Sahure UC 11769". Online catalog of the Petrie Museum. 2015. Truy cập ngày 12 tháng 2 năm 2015.
Redford, Donald B. (2001). The Oxford Encyclopedia of Ancient Egypt, Volume 2. Oxford University Press. ISBN 978-0195102345.
Rice, Michael (1999). Who is who in Ancient Egypt. Routledge London & New York. ISBN 978-0-203-44328-6.
Schneider, Thomas (2002). Lexikon der Pharaonen (bằng tiếng Đức). Düsseldorf: Patmos Albatros Verlag. ISBN 978-3-49-196053-4.
"Sahure and the god of the region of Coptos". ngày 28 tháng 2 năm 2014. Truy cập ngày 10 tháng 2 năm 2015.
Sethe, Kurt Heinrich (1903). Urkunden des Alten Reichs (bằng tiếng Đức). wikipedia entry: Urkunden des Alten Reichs. Leipzig: J.C. Hinrichs. OCLC 846318602.
Smith, William Stevenson (1965). Interconnections in the Ancient Near-East: A Study of the Relationships Between the Arts of Egypt, the Aegean, and Western Asia. New Haven: Yale University Press. OCLC 510516.
Smith, William Stevenson (1971). "The Old Kingdom of Egypt and the Beginning of the First Intermediate Period". Trong Edwards, I. E. S.; Gadd, C. J.; Hammond, N. G. L. (biên tập). The Cambridge Ancient History, Volume 1, Part 2. Early History of the Middle East (ấn bản thứ 3). London, New york: Cambridge University Press. OCLC 33234410.
Sowada, Karin N. (2009). Egypt in the Eastern Mediterranean During the Old Kingdom: An Archaeological Perspective. Eisenbrauns. ISBN 978-3-7278-1649-9.
Strudwick, Nigel C. (2005). Texts from the Pyramid Age. Writings from the Ancient World (book 16). Atlanta: Society of Biblical Literature. ISBN 978-1-58983-680-8.
Tallet, Pierre (2012). "Ayn Sukhna and Wadi el-Jarf: Two newly discovered pharaonic harbors on the Suez Gulf" (PDF). British Museum Studies in Ancient Egypt and Sudan. Quyển 18. tr. 147–168.
Verner, Miroslav; Zemina, Milan (1994). Forgotten pharaohs, lost pyramids: Abusir (PDF). Praha: Academia Škodaexport. ISBN 978-80-200-0022-4. Bản gốc (PDF) lưu trữ ngày 1 tháng 2 năm 2011. Truy cập ngày 22 tháng 6 năm 2017.
Verner, Miroslav (2001). "Archaeological Remarks on the 4th and 5th Dynasty Chronology" (PDF). Archiv Orientální. Quyển 69 số 3. tr. 363–418. Bản gốc (PDF) lưu trữ ngày 4 tháng 3 năm 2016. Truy cập ngày 22 tháng 6 năm 2017.
Verner, Miroslav (2002). The Pyramids. The Mystery, Culture, and Science of Egypt's Great Monuments. Translated by Steven Rendall. New York: Grove Press. ISBN 978-0-8021-3935-1.
Verner, Miroslav (2003). Abusir: The Realm of Osiris. The American University in Cairo Press. ISBN 978-977-424-723-1.
Verner, Miroslav (2012). "Betrachtungen zu den königlichen Palästen des Alten Reiches". Sokar (bằng tiếng Đức). Quyển 24.
Wachsmann, Shelley (1998). Seagoing Ships and Seamanship in the Bronze Age Levant. College Station: Texas A & M University Press. ISBN 978-0-89096-709-6.
"Dates of Sahure's reign". Website of the Walters Art Museum. 2015. Truy cập ngày 10 tháng 2 năm 2015.
Wildung, Dietrich (1969). Die Rolle ägyptischer Könige im Bewusstsein ihrer Nachwelt. Münchner ägyptologische Studien, 17 (bằng tiếng Đức). Berlin: B. Hessling. OCLC 5628021.
Wildung, Dietrich (2010). "Das Nachleben des Sahure". Trong Brinkmann, Vinzenz (biên tập). Sahure: Tod und Leben eines grossen Pharao (bằng tiếng Đức). Frankfurt am Main: Liebieghaus. ISBN 978-3-7774-2861-1.
Wilkinson, Toby (2000). Royal Annals of Ancient Egypt. Columbia University Press. ISBN 978-0-7103-0667-8.